# William Allingham
William Allingham, född 19 mars 1824 och död 18 november 1889 var en irländsk författare.
Tillsammans med James Clarence Mangan och andra förebådar han den keltiska renässansen, vars främsta män blev John Millington Synge och William Butler Yeats. Han hämtar sina motiv från irländskt liv i nationalistisk anda. Allingham var även befryndad med prerafaeliterna i England.